# Великоднє перемир'я (2022)
Великоднє перемир'я (рос. Пасхальное перемирие) було пропонованим припинення вогню між російськими та українськими силами під час російського вторгнення в Україну у 2022 році. Воно мало відбутися під час Великодня за новоюліанським і юліанським календарями — з 21 по 25 квітня 2022 року, однак цей план так і не був реалізований, оскільки Російська Федерація від нього відмовилася, незважаючи на те, що Україна на це погодилася. Пропозицію підтримав і Європейський Союз.
19 квітня під час прес-конференції в штаб-квартирі ООН у Нью-Йорку генеральний секретар ООН Антоніу Гутерріш запропонував тимчасове перемир'я між російськими та українськими військами на час християнської Пасхи для «відкриття низки гуманітарних коридорів і створення необхідних умов для безпечний вихід усіх цивільних осіб, які бажають покинути зони протистояння» та «доставку життєво необхідної допомоги в населені пункти, які найбільше [від війни] постраждали».
20 квітня, наступного дня після заклику до перемир'я, стало відомо, що українська сторона погодилася на пропозицію Гутерріша. Незважаючи на це, план залишився нереалізованим через те, що російська сторона, у свою чергу, відмовилася від перемир'я. Заступник постійного представника Росії в ООН Дмитро Полянський аргументував рішення відмовитися від перемир'я на Великдень тим, що «ця пропозиція є нещирою і дасть українським солдатам більше часу для перегрупування та отримання зброї», а заступник голови Ради Держбезпеки РФ Дмитро Медведєв заявив, що «цей план суперечить позиції міжнародного співтовариства [щодо війни в Україні]».